# Steve Cooper
Steven Daniel Cooper (Pontypridd, 10 de dezembro de 1979) é um treinador e ex-futebolista galês que atuava como zagueiro. Atualmente sem clube.
Iniciou sua carreira como técnico nas categorias de base do Wrexham, enquanto jogava nas Ligas Galesas. Em 2008 mudou-se para o Liverpool, tornando-se responsável pela academia dos Reds em 2011. Em 2014 foi contratado pela FA, treinando os Sub-16 ingleses e, posteriormente, vencendo o Mundial Sub-17 de 2017 com a Seleção Inglesa. Tornou-se treinador principal do Swansea City em 2019, e em seguida comandou o Nottingham Forest e o Leicester.

## Biografia
Cooper nasceu em 10 de dezembro de 1979 em Pontypridd, País de Gales, e foi criado em Hopkinstown. Seu pai é o ex-árbitro de futebol Keith Cooper. Quando jovem, Cooper jogou na Rhondda League (7ª divisão galesa) e era torcedor do Liverpool.

## Carreira como jogador
No final da década de 90, Cooper assinou pelo Wrexham, mas nunca chegou a jogar pelo clube. Brian Flynn, o treinador que o contratou, sugeriu que Steve seguisse uma carreira de treinador em vez de futebolista profissional. Posteriormente, Cooper jogou por clubes como Total Network Solutions (atualmente chamado The New Saints), Rhyl, Bangor City e Porthmadog, nas ligas galesas. Em 2002, disputou a Copa da UEFA pelo Bangor City, na ocasião enfrentando o Smederevo.

## Carreira como treinador

### Início
Enquanto jogador, Cooper iniciou os estudos para obter a sua licença de treinador, começando também a desempenhar funções como treinador na academia do Wrexham. Com 27 anos, Steve tornou-se um dos mais jovens treinadores de sempre a obter uma Licença UEFA Pro.
Após vários anos como treinador na academia do Wrexham, Cooper foi promovido a Coordenador Técnico da Formação do clube galês. Em 3 de setembro de 2008, Steve foi contratado pelo Liverpool como treinador juvenil, assumindo, inicialmente, comando dos Sub-12. No dia 18 de julho de 2011, Cooper foi promovido a responsável pela academia dos Reds. Para além de desempenhar funções administrativas, também comandou os Sub-18 na temporada 2012–13, levando-os às semifinais da FA Youth Cup, onde foram derrotados pelo Chelsea. No seu período no Liverpool, Cooper supervisionou o desenvolvimento de jogadores como Raheem Sterling, Trent Alexander-Arnold e Ben Woodburn. Em 2013, Cooper trabalhou para a FA como educador de treinadores juvenis; e também para a Associação de Futebol do País de Gales, lecionando no curso de Licença A da UEFA.

### Escalões juvenis da Inglaterra
Em 13 de outubro de 2014, Cooper foi anunciado como treinador da Seleção Inglesa Sub-16. No ano seguinte, assumiu o comando dos Sub-17, onde treinou jogadores como Jadon Sancho, Phil Foden e Callum Hudson-Odoi. Em maio de 2017, Cooper levou a equipa à final do Euro Sub-17 de 2017, onde foram derrotados por 4–1 pela Espanha, nos pênaltis, após um empate por 2–2. Em outubro do mesmo ano, Cooper liderou a equipa na conquista do Mundial Sub-17 de 2017, derrotando o Brasil por 3–1 na semifinal e Espanha por 5–2 na final.
No ano seguinte, os Sub-17 de Cooper chegaram às semifinais do Euro Sub-17 de 2018, onde foram derrotados pelos Países Baixos no desempate por grandes penalidades. No entanto, a equipa foi incapaz de se qualificar para o Euro Sub-17 de 2019, apesar da vitória por 3–1 sobre a Suécia no último jogo da fase de grupos de qualificação. No período que passou nos escalões juvenis ingleses, Cooper implementou um modelo de treino que incluía treinadores especializados nos momentos de jogo com e sem posse de bola. Além disso, era o responsável pelo programa de treinos e plano de estudos dos Sub-15. Sobre treinar jovens jogadores, Cooper declarou:
| “ | Às vezes, falo e digo aos jogadores o que penso, mas, na maioria das vezes, facilito... é assim que os jogadores aprendem, no desporto moderno. Para mim, já acabaram os tempos de o treinador dizer tudo o que fazer ao jogador. | ” |

### Swansea City
Em 13 de junho de 2019, Cooper foi anunciado como treinador principal do Swansea City, da Championship, assinando um contrato de três anos pelo clube galês. O seu primeiro jogo no comando dos Swans foi uma vitória por 2–1 sobre o Hull City, no Liberty Stadium, com gols de Borja Bastón e Mike van der Hoorn. Steve foi eleito Treinador do Mês da Championship em agosto, após ter levado o Swansea a um início de temporada invicto, conquistando 16 de 18 pontos disponíveis e liderando a tabela classificativa — o melhor início de temporada do clube em 41 anos.
Na janela de transferências de janeiro, Cooper garantiu os empréstimos de Rhian Brewster (proveniente do Liverpool), Marc Guéhi e Conor Gallagher (oriundos do Chelsea) — todos jogadores que treinara nos escalões juvenis ingleses. Durante a pandemia de COVID-19, a temporada da Championship foi suspensa por tempo indeterminado, com o Swansea na 11ª posição, a três pontos dos play-offs. A temporada eventualmente recomeçou a 20 de junho. Na última jornada, os Swans venceram o Reading por 4–1, garantindo o 6º lugar e qualificando-se para os play-offs à frente do Nottingham Forest graças à diferença de gols. Na semifinal, o Swansea foi derrotado por 3–2 (em duas mãos) pelo Brentford.
Na sua segunda temporada, Cooper levou novamente o Swansea aos play-offs, embora tenha sido alvo de críticas devido ao estilo de jogo da equipa e mau momento de forma no final da temporada. Em 25 de abril de 2021, no centésimo jogo de Cooper no comando dos Swans, um empate por 2–2 com o Reading garantiu uma vaga nos play-offs, a duas rodadas do fim do campeonato. O Swansea ficou em 4º lugar na Championship, mas foi derrotado na final do play-off pelo Brentford, por 2–0. Em julho de 2021, Cooper deixou o Swansea por acordo mútuo.

### Nottingham Forest
Em 21 de setembro de 2021, foi anunciado como treinador principal do Nottingham Forest, da Championship, assinando um contrato de dois anos com o clube. No momento da sua contratação, o Forest encontrava-se em último lugar no campeonato. Cooper melhorou o estilo de jogo da equipe, encorajando os jogadores a terem confiança com a bola no pé e a atacarem com mais homens. Além disso, melhorou a mentalidade do balneário, promovendo um espírito de união entre os atletas e implementando uma "mentalidade de clube grande". Em 29 de maio de 2022, o Nottingham Forest de Cooper conquistou a promoção à Premier League, após uma vitória por 1–0 sobre o Huddersfield Town na final dos play-offs da Championship, em partida realizada no Estádio de Wembley. No dia 7 de outubro, Cooper renovou contrato com o Forest até 2025.
Em 5 de abril de 2023, após uma série de maus resultados e notícias de que Steve corria o risco de ser despedido, Evangelos Marinakis, dono do clube, reforçou a confiança no treinador, acrescentando, no entanto, que os resultados e desempenho da equipa deveriam "melhorar imediatamente". No dia 20 de maio, após uma vitória em casa por 1–0 sobre o Arsenal, o Nottingham Forest garantiu a permanência na Premier League. Entretanto, depois de um início ruim na temporada seguinte, com apenas três vitórias em 17 partidas na Premier League, Cooper foi demitido no dia 19 de dezembro.

### Leicester
Teve a contratação oficializada pelo Leicester no dia 20 de junho de 2024, assinando por três temporadas com o clube recém promovido à Premier League.
Depois de uma sequência de cinco partidas sem vitória, Cooper foi demitido no dia 24 de novembro, um dia após uma derrota em casa por 2–1 para o Chelsea, treinado por Enzo Maresca, ex-técnico dos Foxes. O Leicester estava em 16º na tabela da Premier League, tendo vencido apenas duas das primeiras doze partidas, e foi eliminado da Copa da Liga Inglesa pelo Manchester United.

## Estilo de jogo
Queremos jogar com propósito, dominar a posse de bola jogar no ataque e recuperar a bola o mais rápido que conseguirmos.

Cooper sobre o seu estilo preferido de jogo, 25 de outubro de 2017.
Cooper gosta que as suas equipas joguem com "boa organização e estrutura". Prefere que os seus jogadores controlem o jogo, sejam corajosos com a bola e confiantes no passe. Steve valoriza disciplina tática; defensivamente, prefere que os seus jogadores recuperem a posse de bola com compostura e agressividade.
Cooper destaca o ex-treinador do Barcelona B José Segura, com quem trabalhou na academia do Liverpool, como a sua principal referência. Taticamente, Cooper prefere empregar um 4–2–3–1 com dois médios-defensivos e laterais atacantes. No entanto, já usou também esquemas em 5–3–2 e 3–5–2, para garantir maior estabilidade defensiva e flexibilidade no ataque.

## Estatísticas
Atualizadas até 13 de janeiro de 2024
| Equipe            | Desde                  | Até                    | Resultados | Resultados | Resultados | Resultados | Resultados | Ref.                 |
| Equipe            | Desde                  | Até                    | J          | V          | E          | D          | %V         | Ref.                 |
| ----------------- | ---------------------- | ---------------------- | ---------- | ---------- | ---------- | ---------- | ---------- | -------------------- |
| Inglaterra Sub-16 | 13 de outubro de 2014  | 28 de julho de 2015    | 8          | 4          | 2          | 2          | 50,0       | [ 53 ] [ 54 ] [ 55 ] |
| Inglaterra Sub-17 | 28 de julho de 2015    | 13 de junho de 2019    | 66         | 45         | 11         | 10         | 68,2       | [ 54 ] [ 56 ] [ 55 ] |
| Swansea City      | 13 de junho de 2019    | 21 de julho de 2021    | 105        | 47         | 28         | 30         | 44,8       | [ 57 ] [ 58 ]        |
| Nottingham Forest | 21 de setembro de 2021 | 19 de dezembro de 2023 | 108        | 42         | 27         | 39         | 38,8       | [ 57 ]               |
| Total             | Total                  | Total                  | 287        | 138        | 68         | 81         | 48,8       |                      |

## Títulos
Inglaterra Sub-17
- Copa do Mundo FIFA Sub-17: 2017[59]

Nottingham Forest
- Play-offs da Championship: 2022[60]

### Prêmios individuais
- Treinador do Mês da Championship: agosto de 2019,[25] janeiro de 2021[61] e abril de 2022[62]